# Mackabeerböckerna
Mackabeerböckerna, som fått sitt namn efter Judas Mackabeus, är samlingsnamnet för fyra olika skrifter om den judiska historien under de sista två århundradena före Kristus.
Första och Andra Mackabeerboken ingår i Tillägg till Gamla Testamentet. Tredje Mackabeerboken ingår i den Ortodoxa kyrkans kanon, medan Fjärde Mackabeerboken inom Ortodoxa kyrkan räknas till de apokryfa skrifterna.
Judas Mackabeus spelar huvudrollen i de två första, som hör till romersk-katolska liksom till den ortodoxa kyrkans kanon, men av bl. a. Svenska kyrkan räknas den till apokryferna.
Första Mackabeerboken, som har stort historiskt värde, skildrar mackabeernas frihetskamp. Andra Mackabeerboken, som skildrar samma epok, har mindre historiskt värde men har tillkommit ungefär samtidigt. Tredje och fjärde Mackabeerböckerna, som är yngre, räknas i alla kyrkor utom den syriska som apokryfeer.